# Mystary EP
Mystary este un EP, realizat în Ianuarie 2003 ca promo pentru primul album al formației rock Evanescence, Fallen. Formația a declarat că acest nume este o greșeală intenționată.
Multe din piesele de pe acest EP sunt aproape identice cu versiunile prezentate pe Fallen. Excepție face "My Immortal", care este o altă înregistrare decât cea găsită pe Fallen, și "Imaginary". Multe persoane cred că acestă versiune are outro de la "Tourniquet", singura diferență fiind felul în care cântă violoncelul. Datorită numărului limitat de producție, acest EP este dificil de găsit. El a fost realizat doar în Arkansas.

## Tracklist
1. "My Last Breath" - 4:07
2. "My Immortal" (înregistrare nouă) - 4:39
3. "Farther Away" - 4:00
4. "Everybody's Fool" - 3:15
5. "Imaginary" (ediție Mystary) - 4:17